# Centre d'interprétation de Baie-du-Febvre
Le centre d'interprétation de Baie-du-Febvre qui a été ouvert en 1994 est une halte migratoire située à Baie-du-Febvre dans la région touristique du Centre-du-Québec. Ce centre permet de faire l'observation de l'Oie blanche/l'Oie des neiges.

## Localisation géographique

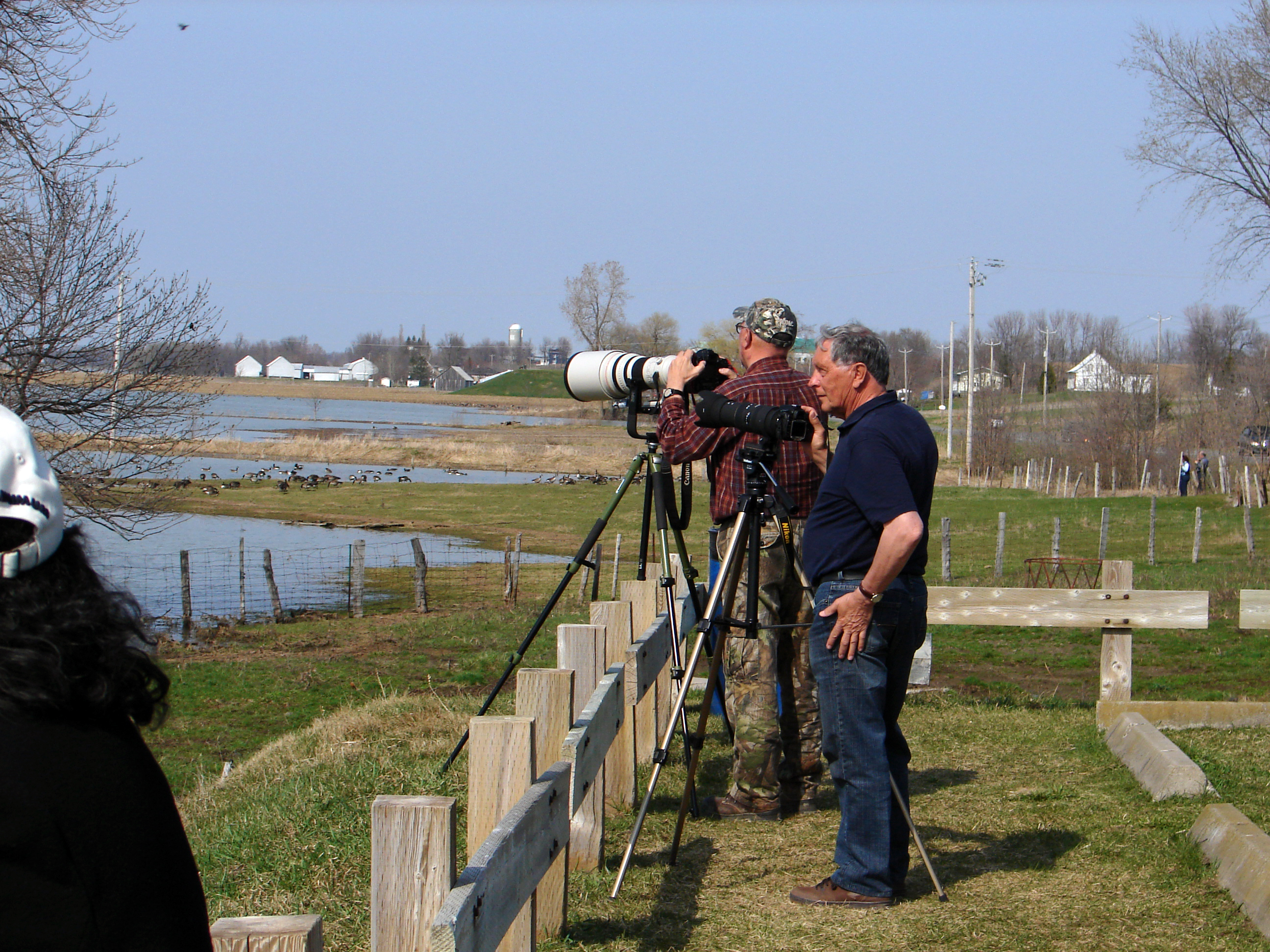
Ornithologues à Baie-du-Fèbvre.

Le centre d'interprétation est situé au Québec dans la région touristique du Centre-du-Québec à Baie-du-Febvre. Baie-du-Febvre est un petit village situé sur la route 132 sur laquelle se trouve la Route des Navigateurs. Cette halte migratoire s'étend sur le fleuve Saint-Laurent et dans son ouverture du lac Saint-Pierre. Le centre d'interprétation de Baie-du-Febvre est situé dans la réserve mondiale de la biosphère du lac Saint-Pierre.

## Le Centre d'interprétation
Le centre a ouvert ses portes en 1994. Dans ce centre, il y a une boutique, des expositions, une salle de conférences, des guides, etc. De plus, il y a une tour d'observation située près du lac Saint-Pierre où il y a la possibilité d'observer les oies blanches lors de leurs arrivées.
Durant neuf jours, le public, peut visiter une exposition d'artistes, assister à des conférences, découvrir des produits du terroir de cette région et déguster, au Resto Oie, des mets d'oies domestiques, l'utilisation d'oies sauvages étant interdite. Vous pourrez manger des patates frites cuites dans de la graisse d'oie.
Tout le financement du Centre d'interprétation provient des commandites privées et beaucoup sur la contribution du public à ses activités-bénéfices.
Le centre d'interprétation a fermé ses portes en 2019 et a été officiellement vendu en 2020. Le matériel d'interprétation a été conservé par la municipalité et elle pourrait les réutiliser pour l'aménagement d'un parc linéaire.

## Histoire de la migration des oies blanches
Lorsque l'eau qui envahit les terres se retire, les rives du lac Saint-Pierre deviennent humides. Du fait que les bords de mer deviennent humides, plusieurs espèces animales rendent visite à la municipalité de Baie-du-Febvre afin d'y retrouver de la nourriture et un habitat humide. Chaque printemps, plus de 400 000 oies blanches, 50 000 bernaches du Canada  et plusieurs autres espèces d'oiseaux et de canards visitent les plaines du lac Saint-Pierre. L’Oie blanche, ou l'Oie des neiges, qui a passé l’hiver sur la côte est des États-Unis. Après un voyage de 900 km, à une vitesse moyenne de 55 km/h. Les premiers vols arrivent au lac St-Pierre généralement à la fin de mars.
Les dernières oies repartiront deux mois plus tard, pour aller dans l’Arctique. C’est habituellement à la mi-avril que la migration est à son maximum. C'est donc à la mi-avril qu'est le moment où les oies sont en plus grande masse. En quittant Baie-du-Febvre, les oies se déplacent vers l’est dans la région de Cap-Tourmente, puis remontent vers le nord.
Cependant, les moments de la migration peuvent varier d’une année à l’autre.

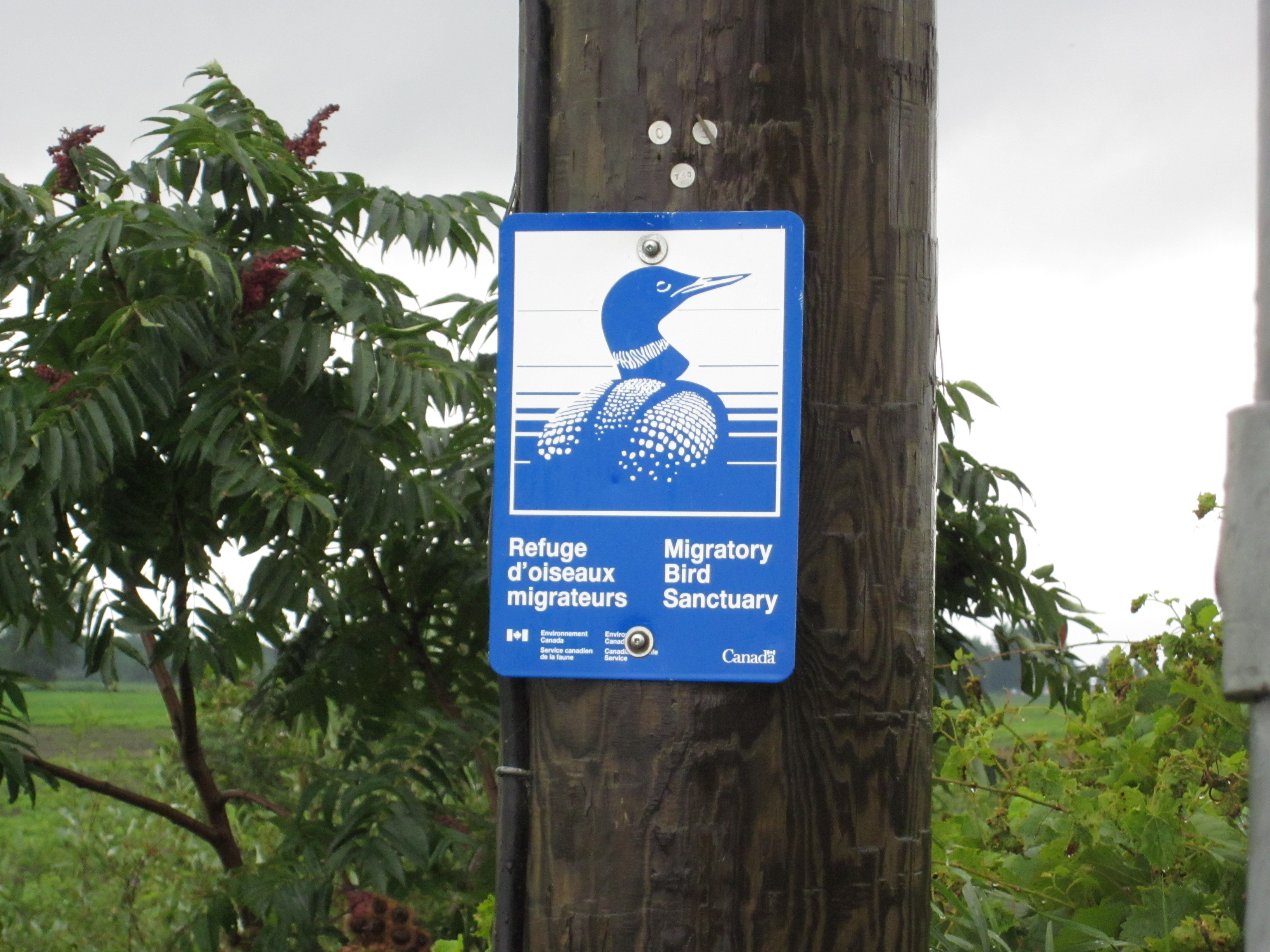
Insigne refuge d'oiseaux migrateurs.

## Sources
1. ↑  Marie-Ève Veillette, « Le Centre d'interprétation de Baie-du-Febvre est vendu », sur Le Courrier Sud, 4 novembre 2020 (consulté le 2 octobre 2024)

- Baie-du-Febvre : une halte-oie printanière et bien plus, site lapresse.ca, 7 avril 2012
- « Migration des oies », sur le site Baie-du-Fèbvre